# Dominika Machnacka
Dominika Machnacka (ur. 4 lutego 1990) – polska piłkarka grająca na pozycji defensywnego pomocnika. Obecnie zawodniczka kobiecego klubu piłkarskiego MUKS Praga Warszawa. Kilkakrotnie powoływana do reprezentacji Polski.
Była powoływana do kadry reprezentacji U-17 i U-19. W dniach 27 września–3 października 2007 wzięła udział w eliminacjach do młodzieżowych mistrzostw Europy do lat 19, po czym uczestniczyła w finałach Mistrzostw Europy U-19 Islandia 2007.